# Гарнер, Робби
Робби Гарнер (род. 1963) — американский программист и разработчик программного обеспечения на естественном языке. Он выиграл в 1998 и 1999 годах премию Лебнера с написанной им программой Альберт Один. Он занесен в 2001 году в Книгу рекордов Гиннеса как «самая человечная» компьютерная программа.

## Биография
Робби жил в Сидартауне, в штате Джорджии, учился Сидартаунской школе. Он работал в телемастерской его отца и начал программировать в возрасте 15 лет. В 1987 году со своим отцом, Робертом Дж. Гарнер, и его сестрой Пэм сформировал компанию по разработке программного обеспечения под названием Robitron Software Research, Inc. Он работал в качестве разработчика программного обеспечения до 1997 года, когда его отец вышел на пенсию, и компания была распущена.

## Первые разговорные системы
Один из первых веб чат-ботов по имени Макс Хэдколд, был написан Гарнером в 1995 году. Макс был создан для сбора данных о поведении людей в веб-чатах и для развлечения клиентов книжного интернет-магазина FringeWare. Эта программа была в конечном итоге реализована как java-пакет под названием JFRED, , написанный Пако Натан и основанный на C++ FRED CGI-программе. Гарнер и Натан принял участие в крупнейшем в мире онлайн-тесте Тьюринга в 1998 году. Их JFRED программа была воспринята как человек 17 % участниками.

## Конкурс на приз Лебнера
Соревнуясь в шести конкурсках на премию Лебнера, он использовал конкурс как способ проверить прототипы своих программ на судьях. После победы в конкурсе дважды — в 1998 и 1999 годах, со своей программой Альберт Один, он начал сотрудничать с другими разработчиками программного обеспечения. Гарнер создал компанию Robitron Yahoo Group в 2002 году в качестве форума для участников конкурса на премию Лебнера.